# Xenomusa
Xenomusa is een geslacht van vlinders van de familie spanners (Geometridae), uit de onderfamilie Ennominae.

## Soorten
- X. metallica Lucas, 1891
- X. monoda Meyrick, 1890
- X. rubra Lucas, 1892
- X. tetramera Lower, 1894